# 产业党
产业党（丹麦语：Erhvervspartiet）是丹麦活跃于20世纪10至20年代的一个政党，该党代表主要在首都哥本哈根活动的中小商人。

## 历史
该党成立于1917年，随后在1918年的选举中获得了 1.3%的选票，赢得了1个席位。 
在1920年4月的选举中，该党的选票份额提高到2.9%，赢得了4个席位。
在1920年7月的选举中，保持了4个席位，但在1920 年 9 月的选举中减少到3个席位。 
1922年该党分裂为两派，势力均被大大削弱。 
在1924 年的选举中，该党只获得了 0.2% 的全国选票，并且失去了全部3个席位，从此淡出丹麦选举政治。

## 选举结果

### 丹麦议会
| 选举           | 投票   | 投票   | 投票         | 座位    | 座位         |
| 选举           | 得票   | 得票率 | ± 得票率变化 | 席位数  | ± 席位数变化 |
| -------------- | ------ | ------ | ------------ | ------- | ------------ |
| 1918年         | 11,934 | 1.3%   | 新参选       | 1 / 140 | 新参选       |
| 1920年（四月） | 29,464 | 2.9%   | +1.6         | 4 / 139 | ▲3           |
| 1920年（七月） | 25,627 | 2.7%   | -0.2         | 4 / 139 | ━ 0          |
| 1920年（九月） | 27,403 | 2.3%   | -0.4         | 3 / 148 | ▼1           |
| 1924年         | 2,102  | 0.2%   | -2.1         | 0 / 148 | ▼3           |